# Jeffrey Thomas Alu
Jeffrey Thomas Alu, conocido como Jeff Alu, es un músico, fotógrafo, artista gráfico y astrónomo aficionado, de origen estadounidense.
Ha descubierto numerosos asteroides. También es codescubridor de los cometas periódicos 117P/Helin-Roman-Alu y 132P/Helin-Roman-Alu. El asteroide (4104) Alu fue nombrado en su honor.

## Asteroides descubiertos
| (4132) Bartók          | 12 de marzo de 1988      |
| (4221) Picasso         | 13 de mayo de 1988       |
| (5230) Asahina         | 10 de marzo de 1988      |
| (5639) Ćuk             | 9 de agosto de 1989      |
| (6037) 1988 EG         | 12 de marzo de 1988      |
| (6335) Nicolerappaport | 5 de julio de 1992       |
| (6382) 1988 EL         | 14 de marzo de 1988      |
| (6611) 1993 VW         | 9 de noviembre de 1993   |
| (7825) 1991 TL1        | 10 de octubre de 1991    |
| (9058) 1992 JB         | 1 de mayo de 1992        |
| (10115) 1992 SK        | 24 de septiembre de 1992 |
| (10302) 1989 ML        | 29 de junio de 1989      |
| (11279) 1989 TC        | 1 de octubre de 1989     |
| (13030) 1989 PF        | 9 de septiembre de 1989  |
| (15704) 1987 SE7       | 20 de septiembre de 1987 |
| (17511) 1992 QN>       | 29 de agosto de 1992     |
| (26841) 1991 TY1       | 10 de octubre de 1991    |
| (27708) 1987 WP        | 20 de noviembre de 1987  |
| (43769) 1988 EK        | 10 de marzo de 1988      |
| 48469) 1991 TQ1        | 10 de octubre de 1991    |
| (52307) 1991 TH1       | 12 de octubre de 1991    |
| (79186) 1993 QN        | 20 de agosto de 1993     |
| 1. 2.                  |                          |